# Lionello De Felice
Lionello De Felice est un réalisateur, scénariste et journaliste italien né le 9 septembre 1916 à Naples et décédé le 14 décembre 1989 à Rome.

## Biographie
Originaire d'Avellino, de famille noble, il s'installe à Naples où il se diplôme en droit. Il déménage ensuite à Rome pour suivre le cours de réalisation du Centro sperimentale di cinematografia et pour travailler à partir de 1939 comme secrétaire d'édition et aide réalisateur, essentiellement pour Alessandro Blasetti, mais aussi pour d'autres réalisateurs.
Après avoir obtenu son diplôme du Centro sperimentale, après-guerre, il se lance à la fois comme journaliste et scénariste. En 1951, il débute à la réalisation avec le film d'espionnage Senza bandiera, dont l'action se déroule pendant la Première Guerre mondiale. De 1952 à 1960 il en réalise six autres, dont la comédie musicale Le Roman de ma vie, interprété par Luciano Tajoli, et le brillant Les Trois Voleurs, interprété par Totò et Gino Bramieri.
Au début des années 1960, il collabore surtout avec Michele Lupo et Marcello Baldi sur des péplums et des films d'espionnage. En 1969, il collabore encore avec Alessandro Blasetti en dirigeant la seconde unité de Simon Bolivar.

## Filmographie

### Réalisateur
- 1951 : Senza bandiera (it)
- 1952 : Le Roman de ma vie (Il romanzo della mia vita)
- 1953 : L'Âge de l'amour (L'età dell'amore)
- 1954 : Les Trois Voleurs (I tre ladri)
- 1954 : Un siècle d'amour (Cento anni d'amore)
- 1955 : La Mère et l'Enfant (it) (Disperato addio)
- 1958 : El pasado te acusa
- 1961 : Constantin le Grand (Costantino il grande)
- 1962 : Maciste contre les géants (Maciste, il gladiatore più forte del mondo), coréalisé avec Michele Lupo
- 1966 : Les Nuits de l'épouvante (La lama nel corpo), coréalisé avec Elio Scardamaglia
- 1972 : Les Évasions célèbres, épisode Le Condottiere Bartolomeo Colleoni

### Scénariste
- 1949 : Fabiola d'Alessandro Blasetti
- 1950 : La forza del destino de Carmine Gallone
- 1951 : Senza bandiera
- 1952 : Il romanzo della mia vita
- 1952 : Les Héros du dimanche (Gli eroi della domenica) de Mario Camerini
- 1953 : L'Âge de l'amour (L'età dell'amore)
- 1954 : Un siècle d'amour (Cento anni d'amore)
- 1955 : Italia K2 de Marcello Baldi
- 1958 : El pasado te acusa
- 1961 : Constantin le Grand (Costantino il grande)
- 1961 : La grande olimpiade de Romolo Marcellini
- 1962 : Maciste contre les géants (Maciste, il gladiatore più forte del mondo) de Michele Lupo
- 1963 : Le Retour des Titans (Maciste, l'eroe più grande del mondo) de Michele Lupo
- 1964 : La Vengeance de Spartacus (La vendetta di Spartacus) de Michele Lupo
- 1964 : Ursus l'invincible de Gianfranco Parolini
- 1965 : Les Sept Gladiateurs rebelles (Sette contro tutti) de Michele Lupo
- 1966 : Ça casse à Caracas (Inferno a Caracas) de Marcello Baldi
- 1978 : Diario di un giudice